# Cornaget
Il Cornaget (2.323 m s.l.m.) è una montagna della Catena Chiarescons-Cornaget-Resettum nelle Prealpi Carniche.

## Origini del nome
Il toponimo italiano deriva dal termine latino Cornagium, che era una tassa da rendersi alle autorità. In epoca medioevale redditi derivanti dallo sfruttamento di questi luoghi potrebbero essere stati riservati alla produzione del necessario a pagare detto tributo.)

## Caratteristiche
Si trova ad est della Val Settimana.

## Salita alla vetta
Si può salire sulla vetta partendo da Claut. Dal paese si sale verso il Rifugio Pussa. Poco prima del rifugio si sale la Val della Meda arrivando al Bivacco Anita-Goitan (1.810 m). Si sale poi alla Forcella Savalon (2.140 m) ed infine si percorre la cresta nord della montagna.